# 埔里社

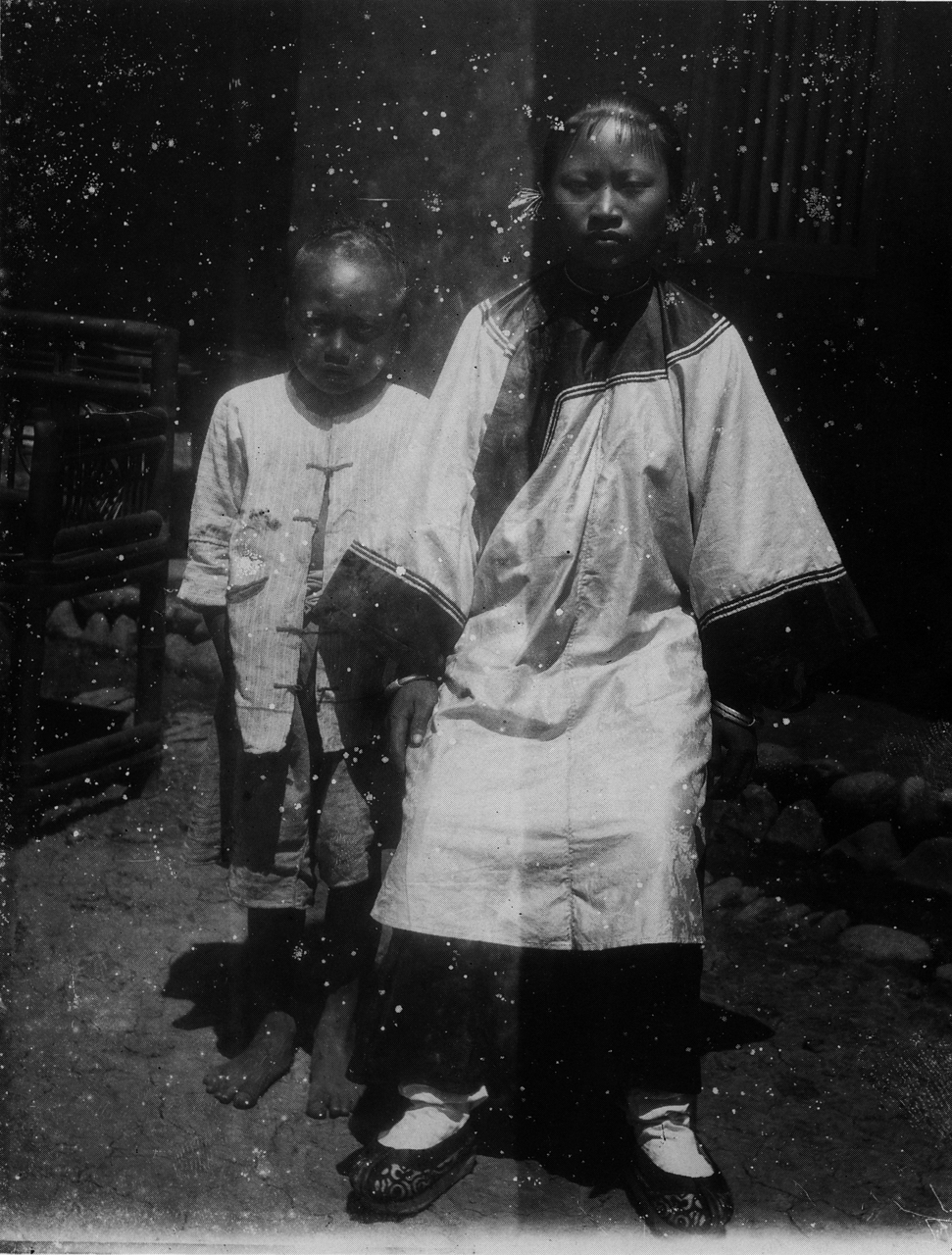
著漢服的埔里平埔族人

埔里社，是曾存在於臺灣中部埔里枇杷城（今南投縣埔里鎮東南部）的原住民聚落，歷史上的文獻記載首見於清乾隆六年（1741年）的《重修福建臺灣府志》。「埔里社」是漢人的稱呼，「蛤美蘭社」、「哈裏難社」、「蛤里爛社」、「蛤仔難社」等則是當地原住民的稱呼。該社起初為布農族聚落，坐落於埔里盆地內平坦空曠的地方，無天然屏障，由於「郭百年事件」中漢人的大規模焚燒殺戮導致人口驟減，居民後來引進平埔族群，以壯大自身勢力。